# 宇部市立藤山中学校
宇部市立藤山中学校（うべしりつ ふじやまちゅうがっこう）は、山口県宇部市にある公立中学校。

## 沿革
- 1947年（昭和22年）4月 - 藤山小学校内で開校。同時期に開校した新川中・鵜ノ島中と合わせて3校で、統合を前提に校長一人が兼任する。[1]
- 1948年（昭和23年）- 生徒増が見込まれることを理由に藤山中が独立。新川・鵜ノ島の2校は統合し宇部市立桃山中学校となる。
- 1951年（昭和26年）
  - 11月 - 校章制定。
  - 12月 - 独立新校舎完成、移転。
- 1952年（昭和27年）
  - 3月 - 校旗制定。
  - 9月 - 校歌制定。（作詞：北川冬彦、作曲：中田喜直）

## 主な行事
| 月   | 行事内容                                                   |
| ---- | ---------------------------------------------------------- |
| 4月  | 始業式・入学式                                             |
| 5月  | 中間テスト 3年生修学旅行・2年生社会見学・1年生自然体験教室 |
| 6月  | 学期末テスト                                               |
| 7月  | 夏休み                                                     |
| 8月  | 夏休み                                                     |
| 9月  | 体育祭                                                     |
| 10月 | 文化祭 合唱コンクール 中間テスト                           |
| 11月 | 学期末テスト 進路相談会                                    |
| 12月 | 冬休み 生徒会役員選挙                                      |
| 1月  | 冬休み 私立高校入試                                        |
| 2月  | 学年末テスト                                               |
| 3月  | 公立入試 卒業式 修了式                                     |

## 部活動

### 運動部
- 陸上部
- 野球部
- サッカー部
- 男子テニス部
- 女子テニス部
- バスケ部
- 女子バレー部
- 水泳部
- 男子卓球部
- 女子卓球部
- 剣道部

### 文化部
- 吹奏楽部
- 華道部
- 茶道部

## 委員会
- 代議委員会
- 学習委員会
- 給食委員会
- 整備委員会
- 生活委員会
- 保体委員会
- 図書委員会

## 校区
- 宇部市立藤山小学校
- 宇部市立鵜ノ島小学校区の内、鵜の島41区から56区まで及び58区から64区までの自治会[2]

## 校区内の主な施設
- 宇部フロンティア大学短大部図書館

## 周辺施設
- 宇部市立藤山小学校
- 宇部フロンティア大学短期大学部
- 宇部フロンティア大学付属中学校・香川高等学校
- 宇部フロンティア大学付属幼稚園

## 交通アクセス
- 西日本旅客鉄道（JR西日本）宇部線 岩鼻駅または居能駅下車

## 著名な出身者
- 庵野秀明 (アニメーター、映画監督)
- 西村知美 (タレント)
- 中屋大介（政治家、元衆議院議員）